# ラファイエット・G・プール
ラファイエット・G・プール（Lafayette G. Pool, 1919年7月23日 - 1991年5月30日）は、アメリカ合衆国の軍人。第二次世界大戦にアメリカ陸軍の戦車兵として従軍し、戦車小隊を率いた。撃破王（ace of aces）の1人としてその名を知られる。彼が挙げた戦果は、兵員1,000名殺害、捕虜250名確保、戦車12両撃破、その他の装甲車両および自走砲258両撃破とされる。これらの戦果は1944年6月27日から9月15日までの81日間、3両の異なるM4シャーマン中戦車によって達成されたものである。殊勲十字章、レジオン・オブ・メリット、銀星章、名誉戦傷章、レジオンドヌール勲章など、複数の勲章等を受章している。

## 経歴
1944年6月から9月にかけて、プールはフランス戦線に展開する第3機甲師団A戦闘団（Combat Command A）に勤務した。この間、彼は「イン・ザ・ムード」（IN THE MOOD）1号から3号までの3両のM4シャーマン中戦車で戦車長を務めた。車種は1両のみM4A1で、残り2両はM4A1(76)Wだった。最初の1両、M4A1中戦車「イン・ザ・ムード1号」は6月23日から29日まで使用され、A戦闘団が実施したヴィリエール＝フォサールに対する最初の攻撃の際、パンツァーファウストによる攻撃を受け撃破された。2両目のM4A1(76)W中戦車「イン・ザ・ムード2号」は1944年7月1日から8月17日まで使用された。当時、プールはフロマンタルという集落で残敵掃討を行うA戦闘団を指揮していたが、その最中に友軍のP-38戦闘機から誤射を受け破壊された。最後の車両となったM4A1(76)W中戦車「イン・ザ・ムード3号」は、9月15日夜に撃破されるまで使用された。当時、A戦闘団はアーヘン南西のミュンスターブッシュ（Munsterbusch）からジークフリート線の突破を試みていた。この戦闘の際、「イン・ザ・ムード3号」はパンター戦車の待ち伏せ攻撃を受けた。被弾後、プールは車両を後退させようと試みたが、2度目の砲撃を受けて側溝まで弾き飛ばされ横転した。この際にプールは車長ハッチから吹き飛ばされた上、砲弾片で足が深く切り裂かれた。この負傷の為に足の切断を余儀なくされ、プールは戦後もアマチュア・ボクサーに復帰することができなかった。彼は戦争を通じ、同じ戦車兵らと共に戦った。操縦手ウィルバート・"レッド"リチャーズ伍長（Wilbert "Red" Richards）、副操縦手兼機銃手バート・クローズ上等兵（Bert Close）、砲手ウィリス・オイラー伍長（Willis Oiler）、装填手デル・ボッグス五等特技兵（Del Boggs）の4名である。
22ヶ月のリハビリを経て義足を受け取った後、プールはテキサス州シントンの自宅でガソリンスタンドとガレージを開業した。その後、いくつかの事業を開いた末、陸軍に再入隊して輸送科に配属される。その後、師団長ロデリック・R・アレン将軍の計らいにより、プールは古巣の第3機甲師団に配属され、自動車整備教官を務めた。1960年9月19日、テキサス州フォート・サム・ヒューストンにて二等准尉として陸軍を退役。その後、実務学校（business college）で教育を受け、週25ドルの給料で伝道師（preacher）として働いたほか、リトルリーグのコーチも務めたという。

## 大衆文化
彼は部下の戦車兵から「ウォーダディ」（War Daddy）と呼ばれていた。2014年の映画『フューリー』では、戦車長ドン・コリアー（演：ブラッド・ピット）の愛称としてこの名が使われた。
ビデオゲーム『World of Tanks』には、彼の名を冠したメダルが登場する。